# فالدفوخت
فالدفوخت هي بلدية في هاينسبرغ، في شمال الراين-وستفاليا، ألمانيا. وتقع على الحدود مع هولندا، حوالي 15 كم جنوب رورموند و8 كم غرب هاينسبرغ.

## مصادر خارجية

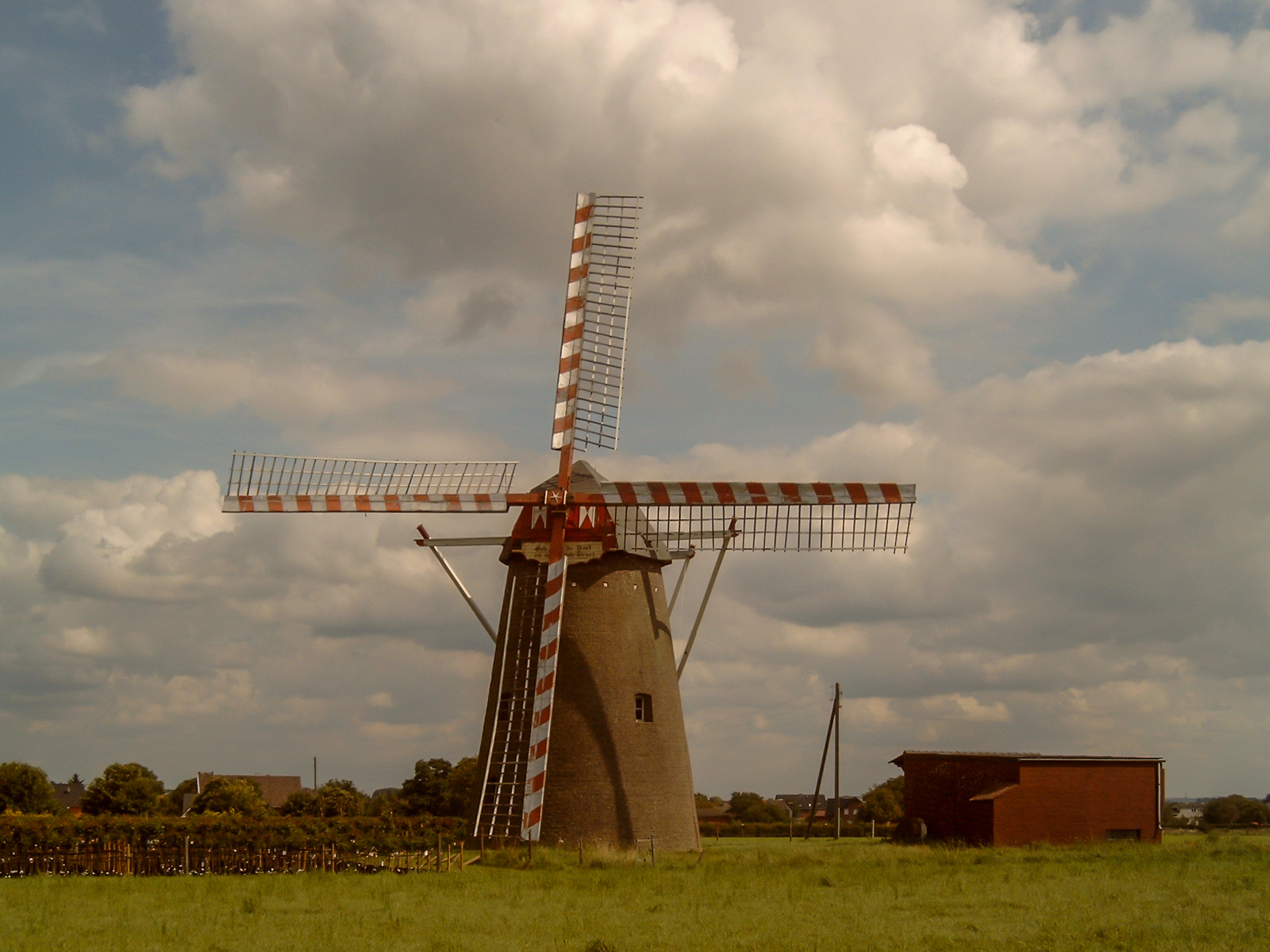
فالدفوخت، طاحونة هوائية